# 대저로
대저로는 부산광역시 강서구 대저1동 평강과 대동사거리를 잇는 부산광역시의 도로이다. 대저동 일대의 중심이 되는 도로다.

## 연혁
- 2012년 11월 28일 : 노선 번호를 부산광역시도 제3601호선에서 부산광역시도 제4011호선으로 변경[1]

## 주요 경유지
부산광역시
- 강서구

## 노선
| 이름                | 접속 노선                                                                     | 소재지     | 소재지 | 비고 |
| ------------------- | ----------------------------------------------------------------------------- | ---------- | ------ | ---- |
| (평강)              | 국도 제14호선 부산광역시도 제40호선 (낙동북로)                                | 부산광역시 | 강서구 | 시점 |
| 대저1동 교차로      | 체육공원로                                                                    | 부산광역시 | 강서구 |      |
| (대저1동사무소입구) | 대저로225번길                                                                 | 부산광역시 | 강서구 |      |
| 대동사거리          | 국도 제14호선 부산광역시도 제40호선 (낙동북로) 부산광역시도 제31호선 (공항로) | 부산광역시 | 강서구 | 종점 |

## 주요 건물 및 시설
- 낙동중학교 (부산광역시 강서구 대저로 115)
- 대상초등학교 (부산광역시 강서구 대저로 249)
- 대저동우체국 (부산광역시 강서구 대저로 290)